# Pedro Martínez (Granada)
Pedro Martínez és una localitat de la província de Granada. El terme municipal té una extensió de 138 km². El seu nucli de població, situat a 1.035 m. d'altitud sobre el nivell del mar, se situa en una planura dominada pel Cerro Mencal. Limita al Nord amb els termes municipals d'Alamedilla i Alicún de Ortega, al Sud amb Huélago i Fonelas, a l'Est amb Dehesas de Guadix i Villanueva de las Torres i a l'Oest amb Gobernador i Morelábor. Deu el seu topònim a Pedro Martínez, Capità General del duc de Gor, que va cedir al primer el lloc que ocupa avui el municipi, construint un habitatge amb el seu nom.